# Osvaldo Hurtado
Luis Osvaldo Hurtado Larrea (Chambo, 26 de junho de 1939) foi um escritor e político equatoriano. Ocupou o cargo de presidente de seu país entre 24 de maio de 1981 e 10 de agosto de 1984.
Estudou sociologia política na Universidade do Novo México e política científica na Pontifícia Universidade Católica do Equador. Em 1977, escreveu El Poder Político en el Ecuador após diversos testemunhos de políticos equatorianos. Além disso, Hurtado é membro do Club de Madrid.